# 가토 노조무
가토 노조무(일본어: 加藤 望, 1969년 10월 7일 ~ )는 일본의 전직 축구 선수로 현역 시절 가시와 레이솔, 쇼난 벨마레에서 미드필더로 활약했다.

## 선수 시절
1992 시즌을 앞두고 가시와 레이솔에 입단한 뒤 2004 시즌까지 13시즌동안 공식전 360경기 69골을 기록하며 1992 시즌 재팬 풋볼 리그 퍼스트 디비전 준우승, J1리그 2시즌 연속 3위(1999, 2000), 1999 시즌 J리그컵 우승과 천황배 4강 진출 등에 기여했다.
그 후 2005 시즌부터 2008 시즌까지 4시즌동안 J2리그의 쇼난 벨마레 소속으로 공식전 175경기 26골을 기록했으며 2008 시즌을 끝으로 프로 통산 535경기 95골의 성적을 거둔 뒤 16년간의 프로 선수 생활을 마감했다.

## 지도자 경력

### 가시와 레이솔
2018 시즌을 앞두고 친정팀인 가시와 레이솔의 코치로 부임했다가 5월 무렵 성적 부진으로 물러난 시모타이라 다카히로 감독 후임으로 부임한 뒤 그 해 J리그컵 4강 진출에는 성공했지만 J1리그 2018에서 18팀 중 17위로 9년만에 J2리그로 강등되면서 2018 시즌을 끝으로 가시와 레이솔 감독직에서 물러났다.